# День согласия и примирения
День согласия и примирения — официальное название праздника, отмечавшегося в Российской Федерации 7 ноября c 1996 года по 2004 год.
В СССР дни 7 ноября праздновались как годовщина Октябрьской революции. С 1992 года праздничным днём считался только один день — 7 ноября, однако название праздника оставалось прежним — «Годовщина Великой Октябрьской социалистической революции». Указом президента России «О Дне согласия и примирения» от 7 ноября 1996 года «в целях смягчения противостояния и примирения различных слоёв российского общества» название праздника было изменено на «День согласия и примирения».
В соответствии с Федеральным законом от 29 декабря 2004 № 201-ФЗ, начиная с 2005 года, день 7 ноября перестал быть выходным днём. Одновременно выходным днём стал День народного единства, который отмечают 4 ноября.